# Johanna Paasikangas-Tella
Johanna Paasikangas-Tella (ur. 28 marca 1974 w Forssa) – fińska szachistka, mistrzyni międzynarodowa od 1991 roku.

## Kariera szachowa
W szachy gra od 5. roku życia. W 1988 r. zdobyła w Saltsjöbaden tytuł wicemistrzyni Europejskiej Unii Szachowej juniorek do 16 lat (były to wówczas nieoficjalne mistrzostwa Europy juniorek w tej kategorii wiekowej). Wielokrotnie startowała w finałach indywidualnych mistrzostw Finlandii, zdobywając 9 medali: 5 złotych (1989, 1991, 1992, 1993, 1994), 2 srebrne (1990, 1996) oraz 2 brązowe (1986, 1988). Pomiędzy 1986 a 2000 r. ośmiokrotnie (w tym 6 razy na I szachownicy) reprezentowała narodowe barwy na szachowych olimpiadach, była również dwukrotną (1992, 1997) uczestniczką drużynowych mistrzostw Europy, w 1997 r. zdobywając w Puli srebrny medal za indywidualny wynik na I szachownicy.
W latach 1991, 1993 i 1995 trzykrotnie zwyciężyła w eliminacyjnych turniejach mistrzostw świata – nordyckich turniejach strefowych, kwalifikując się do turniejów międzystrefowych, w których uczestniczyła dwukrotnie (Subotica 1991, Kiszyniów 1995), w obu przypadkach zajmując odległe miejsca. W 1995 r. zwyciężyła w otwartym turnieju w Tampere, natomiast w 1997 r. zdobyła brązowy medal w rozegranych w Atenach mistrzostwach Europy kobiet w szachach szybkich. W 2002 r. podzieliła IV m. (za Inguną Erneste, Niiną Koskelą, Jekatieriną Połownikową, wspólnie z Dagne Ciuksyte) w arcymistrzowskim turnieju w Vammali oraz zajęła III m. (za Jiřím Lechynskym i Lotharem Arnoldem) w Augsburgu.
Najwyższy ranking w karierze osiągnęła 1 lipca 1997 r., z wynikiem 2325 punktów dzieliła wówczas 74-79. miejsce na światowej liście FIDE, jednocześnie zajmując 1. miejsce wśród fińskich szachistek.
Oprócz tytułu mistrzyni międzynarodowej posiada również męski tytuł mistrza FIDE.